# Контрада Кјози (Палермо)
Контрада Кјози је насеље у Италији у округу Палермо, региону Сицилија.
Према процени из 2011. у насељу је живело 35 становника. Насеље се налази на надморској висини од 676 м.